# New beat

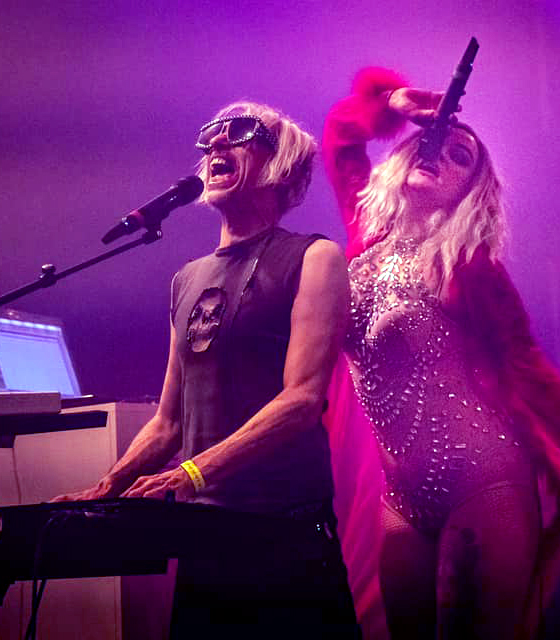
Lords of Acid 2019 (Praga Khan and Marieke)

O New beat é um termo de electronic dance music usado no final dos anos 1980 com dois significados diferentes: um termo colectivo usado nos Estados Unidos para vários estilos de música electrónica; e outro como referência para o som new beat - um estilo particular de música electrónica que surgiu na Europa Ocidental durante os anos 1980. É também usado referindo-se a um mais amplo cenário de música e subcultura belga, na mesma década.

## História
O new beat europeu é originário da Bélgica, no final dos anos 1980, especialmente 1987 e 1988, 
esse estilo de música também era popular em Nord-Pas-de-Calais (norte da França). É um estilo de música underground dançável, bem conhecido de clubes e discotecas da Europa Ocidental. Cruza a electronic body music (EBM, também desenvolvida na Bélgica) com a acid house originárias de Chicago. O new beat é o percursor imediato da hardcore electronic dance music e seus sub-gêneros musicais (conhecida na altura como rave música), que se desenvolveu na Holanda durante a década de 1990.
O género foi acientalmente inventado no nightclub Ancienne Belgique em Bruxelas, quando o DJ Dikke Ronny (literalmente "Fat Ronny") tocou a gravação de EBM a 45 rpm "Flesh", de A Split-Second, a 33 rpm, com o pitch control configurado a +8. Além de A Split-Second, o género teve também uma grande influência de outros artistas industriais e da EBM, como Front 242 e The Neon Judgement, bem como de artistas da new wave e da dark wave como Fad Gadget, Gary Numan e Anne Clark. Grandes nightclubs como o Boccaccio tornaram rapidamente o género num grande sucesso underground.
Entre 1988, início de 1989 e 1990, o new beat gerou três sub-géneros que duraram pouco, o hard beat, skizzo e o nougat beat - o primeiro destes é um estilo influenciado pela techno, consideravelmente mais rápido do que o original new beat, mais lento. Gêneros derivados : Eurodance, Hardcore techno, Goa Trance, Hard Trance, Rave (música), Hardstyle, Hardtechno, Acid trance, Breakbeat hardcore.
Os grupos de new beat mais bem-sucedidos comercialmente foram Confetti's e Lords of Acid, que passaram muito no programa Party Zone da MTV Europe, O VJ do canal, Steve Blame, foi um grande fã de new beat, e através da sua posição na MTV News, promoveu o new beat da Bélgica nas suas notícias. 
New beat e un percursor do European house (Euro-house/techno). Outros consideram o new beat como sendo o primeiro género de música dance techno europeia, menos alinhado com o Italo disco/Euro house/Eurobeat e mais próximo do acid house.

## Filme
Em 2012, no documentário The Sound of Belgium, o realizador Jozef Devillé descreve a ascensão e popularidade do género. Aparecem vários pioneiros e produtores originais da era, complementados por uma selecção de faixas, bem como uma explicação das origens musicais do género. O filme foi muito bem recebido pelo público do IDFA no mesmo ano.

## Artistas
Referência: 
- 101[11]
- Acts Of Madmen[12]
- Agaric [13]
- Amnesia
- A Split-Second
- Bassline Boys[14]
- Bazz[15]
- Bingo![16]
- Bizz Nizz
- Cold Sensation[17]
- Confetti's[18]
- Dirty Harry[19]
- Edwards & Armani[20]
- Fatal Morgana
- HNO3[21]
- In-D
- Lords of Acid
- Nostromo Dept.
- Nux Nemo[22]
- Public Relation
- Rhythm Device[23]
- T99[24]
- The Project[25]
- Tribe 22[26]
- ZAG[27]
- Zsa Zsa Laboum[28]